# Szlak Grzędzicki

Szlak Grzędzicki - czarny znakowany szlak turystyczny, w województwie zachodniopomorskim, w gminie Kobylanka. Krótki szlak dojściowy o długości 1,3 km, łączy niebieski Szlak Anny Jagiellonki z przystankiem kolejowym Grzędzice Stargardzkie na linii kolejowej Szczecin-Stargard Szczeciński.

## Przebieg szlaku
Kilometraż podano dla obu kierunków marszu:
- 0,0 km — 1,3 km - Grzędzice Stargardzkie (przystanek kolejowy)
- 0,6 km — 0,7 km - Grzędziczki (pagór ozowy)
- 1,3 km — 0,0 km - Grzędzice, kościół z XV-XVI w. 
  -   Szlak Anny Jagiellonki - odchodzi

Przebieg szlaku zweryfikowany według danych z roku 2007.